# Coproporfiria hereditaria
La coproporfiria hereditaria es una enfermedad de origen hereditario extremadamente infrecuente que, generalmente, se presenta durante o después de la pubertad y afecta mayormente a las mujeres. Esta afección es un tipo de porfiria hepática mixta. Se caracteriza por problemas como la náusea, vómito, estreñimiento, diarrea, dolor de pecho o espalda crónico, fatiga constante, debilidad muscular, entumecimiento/hormigueo muscular, problemas cardíacos/de circulación de sangre tales como las palpitaciones, presión arterial alta y arritmia, problemas respiratorios, problemas a la hora de orinar, convulsiones regulares, trastornos mentales como la ansiedad o depresión clínica, orina de color marrón o rojo, o parálisis y ampollas cutáneas.
Esta enfermedad es causada por mutaciones en el gen COX en el cromosoma 3p12. Dichas mutaciones tienen un patrón de herencia autosómico dominante con penetrancia incompleta, lo que quiere decir que, aunque esta enfermedad solo necesite una copia de un gen mutado, no todas las personas con este gen van a presentar los mismos síntomas (si siquiera los presentan).
Esta es un tipo de porfiria muy infrecuente que se da más en Europa y América del Norte y afecta a una de cada millón de personas.